# Koutou (köpinghuvudort i Kina, Hebei Sheng, lat 38,60, long 114,38)
Koutou är en köpinghuvudort i Kina. Den ligger i provinsen Hebei, i den norra delen av landet, omkring 220 kilometer sydväst om huvudstaden Peking. Antalet invånare är 24 774. Befolkningen består av 12 288 kvinnor och 12 486 män. Barn under 15 år utgör 21,0 %, vuxna 15-64 år 70 %, och äldre över 65 år 7,0 %.
Runt Koutou är det tätbefolkat, med 397 invånare per kvadratkilometer. Närmaste större samhälle är Ciyu, 18,3 km söder om Koutou. Trakten runt Koutou består till största delen av jordbruksmark.
Genomsnittlig årsnederbörd är 666 millimeter. Den regnigaste månaden är juli, med i genomsnitt 187 mm nederbörd, och den torraste är januari, med 4 mm nederbörd.